# ناو کلاس هاوکینز
کروزر کلاس هاوکینز (به انگلیسی: Hawkins-class cruiser) یک کلاس از کشتی است که طول آن ۵۶۵ فوت (۱۷۲ متر) می‌باشد.